# Crocker (motorfiets)
Crocker is een Amerikaans historisch merk van motorfietsen en scooters. Ze werden geproduceerd door Albert G. Crocker in Los Angeles van 1931 tot 1942.

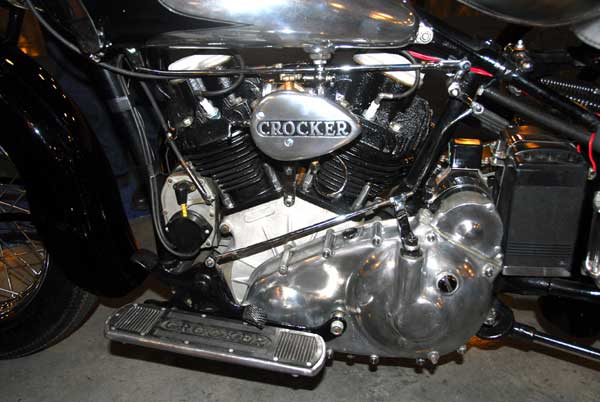

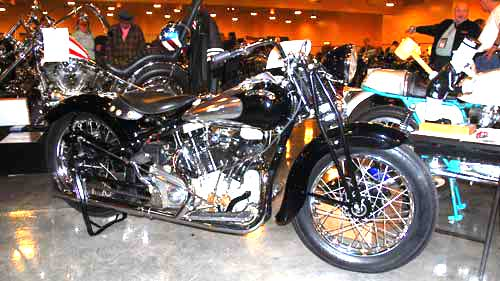
Crocker V-twin

Crocker was een Amerikaans merk dat naast een 3pk-scooter ook 998cc-kopklep-V-twins maakte, waarbij gebruik werd gemaakt van eigen blokken maar ook veel Indian-onderdelen. Albert Crocker was dan ook agent van Indian geweest.
Aanvankelijk produceerde Crocker 500cc-speedway-motoren, maar toen JAP met steeds grotere aantallen en sterkere motoren op de markt kwam besloot Crocker in 1934 het over een andere boeg te gooien. Hij bouwde in die tijd al Indian-motorblokken om naar kopklepmotoren. Samen met Paul Bigsby ontwierp hij een eigen 61 Cubic Inch (1000cc)-V-twin. Dit was een zeer sterke motor, in feite een teruggetuned speedwayblok. Het prototype met een Indian-frame was in 1936 klaar.
De versnellingsbak en de koppeling waren zeer zwaar uitgevoerd, bestand tegen hoge vermogens. Door gebruik van lichte materialen voor de rest van de motor was deze desondanks lichter dan de concurrent: de Harley-Davidson EL. Alle Crocker-motorfietsen werden met de hand gemaakt naar de wens van de klant, tot zelfs een 90 Cubic Inch (1475cc)-blok aan toe.
Het einde van de Crocker-motorproductie kwam na de Japanse aanval op Pearl Harbor in 1941. Crocker ging net als vrijwel alle Amerikaanse bedrijven oorlogsproductie draaien. Men maakte onderdelen voor de Douglas vliegtuigfabriek. Paul Bigsby verliet de fabriek en ging gitaren maken (zie: Bigsby). Crocker maakte ook de Scootabout scooter die een 3pk-zijklepmotor had.